# Natatolana kahiba
Natatolana kahiba är en kräftdjursart som beskrevs av Bruce1986. Natatolana kahiba ingår i släktet Natatolana och familjen Cirolanidae. Inga underarter finns listade i Catalogue of Life.